# Hendrik Adriaan van Beuningen
Hendrik Adriaan (Hein) van Beuningen (Rossum, 18 juni 1841 – Utrecht, 7 februari 1908) was een Nederlands politicus en bestuurder.
Van Beuningen, telg uit het geslacht Van Beuningen, was een zoon van predikant Willem van Beuningen en Adriana Maria Boonen. Na de lagere school in Rossum, waar hij opgroeide en zijn vader predikant was, ging hij naar het onderwijsinstituut Landolt in Vianen. In 1858 ging hij aan de slag bij de Nederlandsche Rhijnspoorweg Maatschappij als klerk bij het Weesperpoortstation in Amsterdam, maar al binnen enkele jaren wist hij zich binnen de organisatie op te werken tot chef goederenvervoer. In 1873 werd hij hoofd goederenvervoer bij de Nederlandsche Centraal-Spoorweg-Maatschappij in Utrecht. 
In 1883 begon hij een steenkolenhandel als bij-activiteit, een handel die al snel floreerde omdat hij de leveranties voor zijn werkgever mocht verzorgen. Dit ging al snel zo goed, dat hij in 1885 zich helemaal toelegde op de steenkolenhandel. In 1895 richtte hij samen met zijn zwager en vijf andere handelaren (waaronder Frits Fentener van Vlissingen (1849)) de Steenkolenhandelsvereeniging (SHV) op, en trad toe tot de raad van beheer (tot 1904). Door goede connecties met de Duitse steenkolenleveranciers konden ze de prijs goed beheersen en kwaliteit leveren.
In 1878 werd Van Beuningen politiek actief, eerst als gemeenteraadslid in Utrecht, en vervolgens als lid van de Provinciale Staten van Utrecht - twee functies die hij tot zijn overlijden in 1908 bleef uitvoeren. In 1891 werd hij daarnaast ook in de Tweede Kamer der Staten-Generaal gekozen namens zijn district, waar hij zich opstelde als een liberaal. Hij was in 1893/1894 lid van de Kiesrecht-Kamerclub, schaarde zich bij de Takkianen in 1894 en sprak vooral over verkeer en waterstaat. In 1894 werd hij niet herkozen.  
In Utrecht was Van Beuningen maatschappelijk erg actief, en maakte deel uit van diverse besturen van organisaties van maatschappelijk nut. Zo was hij jarenlang ondervoorzitter van de Kamer van Koophandel aldaar, bestuurslid van een kinderziekenhuis en voorzitter van de Utrechtsche Handelssociëteit. Hij was erevoorzitter van de Protestantenbond. 
Van Beuningen was mede-oprichter van de openbare leeszaal in Utrecht (de eerste in Nederland) aan de Loeff Berchmakerstraat. Hij deed bij leven al royale schenkingen aan de leeszaal en liet bij testament ƒ 2.000 aan de leeszaal na. In 1908 schonk zijn weduwe het gebouw Concordia, ter waarde van ƒ 10.000, aan de leeszaal en ook zijn zoon steunde de bibliotheek financieel, toen die in 1912 verhuisde naar de Voetiusstraat.
Van Beuningen is benoemd tot officier in de Orde van Oranje-Nassau en ridder in de Orde van de Nederlandse Leeuw. Op 26 september 1866 trouwde hij te Londen met Anna Lavinia Brain, met wie hij zeven zoons en zes dochters zou krijgen, onder wie Daniël George en Elise Mathilde.